# Scarus arabicus
Scarus arabicus és una espècie de peix de la família dels escàrids i de l'ordre dels perciformes.

## Morfologia
Els mascles poden assolir els 45 cm de longitud total.

## Distribució geogràfica
Es troba al Mar d'Aràbia i des del Golf d'Aden fins al Pakistan.